# Joarilla de las Matas
Joarilla de las Matas è un comune spagnolo di 422 abitanti situato nella comunità autonoma di Castiglia e León.